# Funeral Winds
I Funeral Winds sono un gruppo black metal olandese, formatosi a Rotterdam nel 1991; sono considerati uno dei maggiori complessi della scena black metal olandese, essendo stati tra i primi ad aver sperimentato tali sonorità nel proprio paese.

## Influenze
I Funeral Winds sono, come molti altri gruppi black metal, legati al culto del satanismo, ampiamente trattato nei testi dei loro brani assieme ad altri temi quali odio, oscurità e guerra. Il complesso olandese cita come principali fonti d'ispirazione gruppi come Venom, Hellhammer, Bathory, Sodom e Mayhem.

## Discografia

### Album
- Godslayer XUL (1998)
- Koude Daat (2004)
- Screaming For Resurrection (Compilation, 2004)
- Nexion XUL - The Cursed Bloodline (2007)

### EP e Split
- Thy Eternal Flame (1994)
- Screaming For Grace / Abigail (Split con gli Abigail)
- Funeral Winds / Inferi (Split con gli Inferi)
- Black Metal Against The World (Split con Leviathan, Ad Hominem, Eternity)

### Demo
- Rehearsal (1992)
- La Majestie Infernable (1993)
- Resurrection... (1994)
- Promo 2001 (2001)
- Promo 2002 (2002)

### Live
- Live In Poland (1995)

## Formazione

### Formazione attuale
- Hellchrist Xul - voce (1991-presente), chitarra (1991-2011)
- Balgradon Xul - batteria
- Tzar Xul - basso (2012-oggi)
- Angaroth Xul - basso (2010-2011), chitarra (2012-presente)

### Ex componenti
- Insinah Xul - basso
- RSD Xul - basso
- Gorgoroth - voce
- Vincent Meelhuysen - chitarra
- Y. XUL - chitarra
- Esteban - batteria